# 機巧少女不會受傷角色列表
此列表是《機巧少女不會受傷》內的登場人物的介紹，中文譯名以台灣尖端出版之繁體中文版為準。
廣播劇與電視動畫聲優相同，譯名參照尖端代理的中文版。
※以下介紹中包含一部份原作輕小說、漫畫、外傳與電視動畫劇情，請斟酌閱讀。

## 華爾普吉斯皇家機巧學院

### 主要人物
赤羽雷真（聲：下野紘）
本作男主角。極東人偶使名門「赤羽一族」的倖存者(其實還有天全)。
小時候因為沒有人偶使的天分而自暴自棄，之後便離家出外修行。在兩年前赤羽家遭到哥哥天全滅門後，開始進行機巧魔術的訓練。
為了向天全復仇而遠渡重洋到達英國，然而實際上只是作為日本軍方的密探而來到學院，復仇只是附加之事。
將自動人偶當成人而非物品來看待。對於需要幫助之人有著無法坐視不管的性格。
由於是赤羽一族的後人，其身體是非常優秀的素材，而且也能施展赤羽一族秘傳的「紅翼陣」。
對於自身的評價極低，由於接觸機巧魔術的時間太短，無法跟上學院繁重的課程，學園生活充斥著補考，在第一學期後因為成績不會再妨礙他參加夜會所以不再在意課程，但被葛麗潔爾妲強迫報名了她的實戰課程，本人覺得有一定幫助所以有繼續參加。
在入學考試時是全年級倒數第二名（最後一名其實是交白卷，所以他才是倒數第一），也因此事而被調侃。在第一卷擊敗了菲利克斯而取得夜會的資格，順序是第一百位。
登錄代碼為「倒數第二」，為金柏莉所登記，因以其代碼而被雷真認為是惡作劇。
在赤羽家被滅門後，尚未得到夜夜前，雷真曾利用未搭載夏娃的心臟的木偶獨自進行人偶術的訓練，並使木偶能夠有一定程度地活動（天全能做到自由活動），然而一般的人偶使是無法讓木偶活動的，因此雷真並不是沒有人偶使的天分。
非常擅長格鬥技（空手道、柔道、暗殺術、劍術），是主要登場角色中格鬥技最強的人（也和他人多使用機巧人偶有關）。五感、反射神經皆過人一等，身體也很強壯，傷勢恢復的很快。除此之外因為接受過軍方的訓練，射擊的技術也很強。
喜歡的女性類型是較年長的巨乳大姐姐，剛開始時對夜夜隱瞞了日輪是其未婚妻的事，不過本人認為自己現在是個復仇者，實在沒資格談論感情的問題，也沒打算要結婚。對身邊總是妄想連連的女性們會做出強力的吐槽。
在只操作夜夜一人的場合能讓天全出動四個人偶，但會陷入劣勢。
在能使用弱化版的紅翼陣後，在同時操作雪月花系列時能和焚燒的魔王做到一定程度的正面抗衡，但以單體操作而言對夜夜的控制最熟練（如一系列招式）。
一般認為是教父預言的擁有神性機巧的少年的侯補（另一侯補是天全）。
第12卷時破壞阿里阿德涅之線，施放出完整版的紅翼陣。
在第16卷時成功喚醒了神性機巧內的夜夜，阻止了滅世的危機，不過因為被魔術協會認定殺死了馬格努斯而喪失成為魔王的資格。之後成為新的薔薇師團成員，與同樣成為結社一員的黑太子、拉賽福等人達成了某種新的平衡。
夜夜（聲：原田瞳）
本作女主角，雷真所持有的人偶。為當代名匠花柳齋得意之作〈雪月花〉三部作品之一的〈月〉之人偶，為三姊妹中排行第二，外型為完全仿真的黑髮少女，令人訝異的精緻容貌是其最非人的地方。
對於雷真十分依賴，有著超出主人以上的感情，自稱是雷真的妻子，經常醋勁大發，也常表現出好色的一面，甚至會刻意破壞雷真的對外形象來阻止其他女性接近。只要聽到有關雷真的話題就會特別敏感，也很容易暴走。
最初相遇時其實對自己乃是最高級的人偶、卻要服從尚是魔術剛入門者的雷真而很是不滿，甚至到了想殺掉雷真的程度；但在雷真提議以死鬥分個勝負後，為他平等對待人類與人偶的態度所打動才展開心扉。
其為「禁忌人偶」，製造時採用的素材是硝子自己的肉體。
受傷時會吸收雷真的生命力，具現出來就是遏制了雷真的恢復力，可以自己的意志中斷從雷真那所得到的生命力，導致自己的生命力日益減少，從這點看來其已經超越了機巧人偶的界限，因為理論上機巧人偶是無法將魔力（魔力相當於人偶的生命力）給逆流回去的。
由於自行中斷從雷真那所得到的生命力，以及一系列的高強度戰鬥，造成了魔術迴路的損壞。由於硝子當時跟從金薔薇，面臨了死亡的危機，幸得被某人及時修復（並未指出對象，但從描寫看來是天全）。
在天全、雷真聯手以赤羽一族的秘術意圖讓撫子復活時獻出了自己的生命，使撫子成功復活。最後在雷真的呼喚下成功在神性機巧內覺醒，並成為能使用金剛力的人類而復活。
魔術迴路為〈金剛力〉，能夠將目標從分子等級進行超高度物質化，使其發揮出筋力數千倍的強韌身體與力量。施展對象不限於自身，所以可以施加在雷真身上和雷真的格鬥技配合，但同一時間只能施展於一處，且對流體不起作用（物理攻击的弱点就是流体水和风）。
技能為天嶮（金色，防禦技）、吹鳴（藍色，速度技）、光焰（紅色，攻擊技）、森閑（綠色，反擊技）（其實就是孫子兵法/武田信玄的風林火山），後再配上各種數字加沖或結字作招式名，代表不同的爆發強度，數值必然為十二的倍數，在雷真右手被封印期間數值全部減半，如「吹鳴四八沖」（封印後是二十四）。以上皆為赤羽一族中流傳的人偶操作技巧和指令。
四種戰術各有被稱為「絕衝」的必殺技，且每類型皆不止一種，從雷真本人一度使用過其中的招式看來，似乎全部源於雷真自身的體術。
體內封印了某些東西，在第一卷初時被硝子解封，在雷真有生命危險時會覺醒並爆發出強大戰鬥力，此時髮色會變成金色，額頭則會出現水晶構造的角錐狀的角，按硝子所說將於近期完全覺醒。

### 十三人
馬格努斯／赤羽天全（Magnus，聲：小野友樹）
就讀華爾普吉斯皇家機巧學院「機巧技術科」。具有參加華爾普吉斯的夜會資格，為魔王的候選人之一，同時為有資格參與夜會的「手套持有者」中排位最高的「十三人」之一。
登記代碼為「元帥」，夜會排名順位為第一位，擅長同時驅動六具人偶的戰隊的集團戰法，戰力堪比數艘軍艦，因此也有「一人軍隊」的別名。
臉上總是帶著銀色的面具。除了是出色的人偶使以外也是優秀的人偶匠，六具人偶全部是自己創造。在學院裡創下歷代以來所有科目皆是第一的成績，因此學生們皆敬稱他為「偉大之人」。
從雷真轉入學院後沒多久就碰見了對方，並從雷真那拿到了撫子的骨灰。總在觀察著雷真的戰鬥，並做出了不低的評價。
真實身分是雷真的哥哥赤羽天全，是赤羽一族有史以來最出色的天才，在族內有神童、鬼神之稱，甚至被認為是超過了一族的始祖的奇才。但是在某日突然殺死了除了雷真以外的其他族人，之後便消失無蹤。
滅掉赤羽一族的目的是「造神」（似乎和神性機巧有關），實際上是土門家早已決定要滅掉赤羽家而選擇忍到最後拯救自己的弟妹。並很在意著雷真的紅翼陣能否完成，於十六卷遭雷真擊敗，以自己的性命和戰隊的人格復活了撫子。
本人從不承認也不否認自己是天全，但是在第七卷與雷真戰鬥時說出了應該只有赤羽一族才知道的紅翼陣的詳細內容，而被雷真斷定他就是赤羽天全。
對人偶的態度非常飄忽，顯得漠不關心的同時又不是完全地置之不理。
第十四卷在夜夜面前承认自己确实是赤羽天全。
火垂（聲：花澤香菜）
馬格努斯的少女型人偶。魔術迴路為〈壓力〉，並能驅使這過程中造成的熱量。
擁有恐怖的爆發力，還有驚人的耐久力。
敵視著與馬格努斯為敵的雷真。感覺馬格努斯只把她們當物品來看待時看到了雷真對雪月花姊妹的態度而有些動搖，因此開始思考起自己的存在對主人馬格努斯究竟是什麼。
會表示人偶不需要人類的感情，但很珍惜伊呂里在某天送來的懷爐。對雷真與馬格努斯之間的關係很有興趣，因而趁和雷真一起行動時詢問過，不過雷真沒有說出自己和馬格努斯有什麼關係，也沒說出妹妹撫子與她容貌相同的事。
外表十分像雷真的妹妹（赤羽撫子），也繼承了極少部分來自撫子的記憶，不過不知道那些片段是什麼。

玉蟲
馬格努斯的少女型人偶。魔術迴路為〈魔力吸收〉。能夠奪取目標（人偶）的魔力，本來是理論上控制很困難的一種魔術。
鎌切
馬格努斯的少女型人偶。魔術迴路為〈空間轉移〉，能轉移到特定的場所，本來是發動就很困難的魔術。
蜻蛉
馬格努斯的少女型人偶，魔術迴路不明，推測可反射衝擊。
蜘蛛姫
馬格努斯的少女型人偶。魔術迴路為⟨蜘蛛絲⟩，能連結戰隊間的意識
蜜蜂
馬格努斯的少女型人偶。魔術迴路不明，可治療人偶的傷勢。
阿斯拉·厄恩（Asura Owen）
十三人中的其中一人，登記代碼為「三千世界天子」。夜會排名第二位。
學院四年級生，來自英屬印度的留學生，是個有著淺黑色肌膚、眼裡充滿熱情與理想且口才甚佳的人。
以「若自己當上『魔王』，願意將自己的權限公開給其他志同道合的同伴使用」為由，來號召其他手套持有者加入其麾下，成為夜會裡人數最多的集團。雖是用甜美諾言招集來的集團，但在其中的控制力很高，可見其有很高的統率力。私底下曾自嘲自己其實不像周遭的人所想的那麼清廉與高潔。
小說十一卷時與王妃葛洛麗雅合作，以改革為由讓學生對立而產生騷亂，之後擊敗了前來阻止的洛基，並破壞了革魯賓。
之後與得到新人偶的洛基再戰，並被對方揭露了其身為「蘇美人」的事實，在敗給對方後與同黨都被剝奪參加夜會的資格，但仍保留其學籍。
因陀羅（Indra）
阿斯拉的甲冑型人偶，魔術迴路為〈雷霆神器〉。能夠將自己與人偶使的身體化作雷電進行攻擊與加速。
威力異常的強大，若是控制稍有失誤就會造成極大傷亡。且消耗的魔力是軍用量產魔術迴路的數百倍，即使是如阿斯拉這樣有著超過承蒙誓約之子的魔力量的蘇美人也禁不起長時間的使用。
與洛基的二次對戰中落敗，並遭破壞。
名字取自印度神話同名的雷神。
奧爾嘉·薩拉汀（Olga Saladin）
十三人中的第三位，登記代碼不明，有著「金色的奧爾嘉」的別名。學生總代表，同時為薔薇結社大幹部金薔薇阿斯特麗德·賽特的孫女。
由於和白薔薇之子威隆相戀，由於結社內部勢力平衡的原因被消去記憶並每隔一段時間就重新做手術保持效果，在最後一次手術委托愛麗絲暫時冒充自己並想辦法迴避近來的相親，引發了和雷真的婚約事件（雖自身完全沒有參與），自身卻不了解為何自己對相親如此抗拒。
本為結社服務，在夜會中退場後被愛麗絲引見威隆，並在和戀人的相處中恢復記憶，加入學院長的勢力（或曰被庇護）。態度也變得非常甜蜜，甚至到了讓威隆產生一種愚蠢的感覺。
戰鬥方式為使用魔劍和自身的精靈術配合，比起作為貝琉家族後人的夏綠蒂更接近初代魔劍使（雖然原因是夏綠蒂的父親出於對女兒的照顧刻意不教授戰鬥技巧）。在失去魔劍後則依靠自身的精靈術作戰。
托爾（Thor）
奧爾嘉的人偶。外表與西格蒙特相同，但顏色為紅色，是西格蒙特的同型機。
魔術迴路為〈魔劍〉，且之前吞噬了同型機而有兩個回路，具有抹消事物存在的力量。由於把某核心部分轉讓給西格蒙特，現已損毁。
名字取自北歐神話同名的雷神。
菲利克斯·金斯佛特（Felix Kingsfort，聲：梶裕貴）
十三人之一，登录代号为「银枪的少年」，排名第四，是学校风紀委员干事，在发生「食魔者」事件后以夜会参加者的资格委托雷真调查事件。虽然看上去端正英俊而受到许多学生倾慕，但是实际上性格狡猾奸险，委托事件也只是借此从两方面阻止雷真的行动。是「食魔者」的真正幕后黑手，最终被雷真击败，并丧失了夜会参加者资格。
名字金斯佛特取自「國王的堡壘」的英語譯音。
愛莉莎（Eliza，配音：能登麻美子）
菲利克斯的自动人偶，魔术回路为〈魔法噬食〉，即奪取吞噬其他人偶的魔术回路并利用，由于属于即弃型，每更换回路就无法再利用，需要大量补充魔法回路，也就是「食魔者」的真正兇手。在出现时已经伪装为莉瑟特，相当毒舌，对雷真以長條狀的蟲子來稱呼。被雷真发现后击伤了雷真并赶赴菲利克斯身邊准备对付夏洛特，被雷真赶上，最终被雷真和夜夜击毁，消失前对雷真报以微笑。
索涅奇卡·斯尼特金娜（Sonechka Snitkina）
十三人中的其中一人，登記代碼為「凍土的炎帝」，有著「女帝」的別名，夜會排名第五。俄羅斯人。
抱持著常在戰場上的覺悟與時刻維持淑女的優雅的態度。雖然喜歡戰鬥，但理智清晰且充滿感性。有著與女帝別名相當的驕傲與骨氣，並會因此片面的認定同樣有此矜持的女性來當目標要將其打倒。其真實身分是俄羅斯的公主，來到夜會是為了成為魔王、挽救皇室的名聲。
耶夢加得（Yorumungant）
三位一體的鋼鐵單眼巨人，魔術迴路為〈因果性置換〉是和〈魔劍〉同樣為有關宇宙真理的祕術，可將過去曾經搭載過的東西再召喚出來使用，可變化成長達20米的大蛇，使用魔術迴路也可瞬間變成一百多公尺。
名字取自北歐神話同名的塵世巨蟒。
夏洛特·貝琉（Charlotte Belew，聲：高本惠）
本作女主角之一，就讀華爾普吉斯皇家機巧學院，具有參加華爾普吉斯的夜會資格，為〈魔王〉候選人之一，同時為夜會頂尖十三人中的第六位。登記代碼為「君臨天下的暴虐」，暱稱是夏露或夏洛特，外號是〈暴龍〉，是個有著妖精般的容貌、同時擁有耀眼金髮的美少女，但卻因對周遭的人態度蠻橫而被畏懼著。
為英國的名家貝琉家的大小姐，性格相當高傲。因自己的父親所收藏的自動人偶將黑太子艾德蒙弄傷，從此便家道中落，貝琉伯爵也因此在國內受到歧視，出國工作後就此下落不明。不久後，自己的母親與妹妹也失散，夏露也因無法繳出學費而被原本的學校開除。後來靠著獎學金資格來到華爾普吉斯皇家機巧學院就讀。
本來暗戀在各方面都給予了自己很多幫助的菲利克斯（实际上是为了嫁祸于她），在食魔者事件後期了解到這一切都是謊言後受到很大打擊。之後轉而戀上願意在食魔者事件期間一直相信自己的雷真，但也對自己的移情別戀感到迷茫而不願正視自己的心情。第三卷的時鐘塔事件後才開始正視。
在找回妹妹安莉艾特、並與雷真、洛基、芙蕾等人一起行動的過程裡，待人處事方面開始變得柔和，也慢慢受到周圍的認可，之後更與日輪成為了好朋友。
與奧爾嘉初次對戰中被其破壞了西格蒙特，於是為了習得魔劍鬥法而在葛麗潔爾妲的協助下回到老家的城堡內，與已經失和的精靈蘿特重新和好而學會了精靈術。
很喜歡牛排之類的肉類食品。
因为胸部比妹妹小感到自卑，还垫胸。
私底下喜歡看BL小說，有時會妄想雷真與洛基是情人。除此之外也喜歡閱讀八卦新聞。
西格蒙特（Sigmund，聲：中田讓治）
夏露的人偶。外表為龍的形狀，平時的身軀大小與鳥兒無異，但在灌入魔力之後體型可以巨大化至數層樓高的程度。
傳說是初代貝琉侯爵在一百二十年前擊倒的惡龍，後來貝琉伯爵也將其馴服，替貝琉家創造了許多功勳。
構造上需要每天進食肉類才能維持機能，喜歡的食物則是雞肉。
其講話態度有如老者，加上存在了超過150年以上，常常給予夏露等人很多的建議。當說到夏露難為情處，夏露常以「小心我將你的午餐從雞肉降為○○！」之類的來阻止他說下去。
在被托爾破壞後經過硝子提供花柳齋特製的「心臟」而修復，令魔劍的出力大幅增加，不過也有了魔力消耗量大幅增加的缺陷，之後又得到托爾所給的「龍王的至寶」而能重新將意志附上並變回禁忌人偶，現在體內持有的魔劍迴路已有三個。
很信賴雷真，私底下與夜夜的關係也不錯。
魔術迴路為〈魔劍〉，乃是有關宇宙真理的祕法，是在體內精製「滅元素」將其發射出去，本質則是讓物質的存在型態反轉、切換有無。
洛基（Loki，聲：岡本信彥）
十三人中的第七位→第九十九位（自行降格），登記代碼為「自我飛翔的焰劍」，大部分學生則稱呼其為〈劍帝〉。被譽為可與馬格努斯一較長短的強者。
擁有珍珠色的髮色及鮮紅雙瞳的美男子，並有著超出常人的強大魔力，對於魔力的控制也已經到了爐火純青的境界。
常自稱為人謙虛又寬容，也常與雷真進行著小孩子級別的鬥嘴，雙方都將彼此視為最強的勁敵。
雖然表面上很冷酷，實際上很關心自己的姊姊，姐控。
口頭禪是「雖然我既謙虛又寬大，但是有三種人無論如何都不能原諒，命令我的人，違抗我的人，還有XXXX。」後半句的內容因應情況而改變，通常是同一個意思（對象多為雷真）。
為人工方式製作的承蒙誓約之子，與姐姐芙蕾同樣是心臟被養父布朗森施行手術而機巧化，一旦魔力暴走就有血液被無節制的轉換為魔力的危險性。
D-works事件後受到金柏莉的幫助而在對方面前有點抬不起頭來，為了替姐姐與自己的心臟恢復原狀而立志成為魔王。
在第四卷時一度暗戀德國的騎士人偶中的其中一位女性，對方為人類改造的機巧人偶，但同樣由於對對方的愛而滿足了對方不欲作為機巧生存下去的自殺意願，並在四卷末殺死對方。
十二集時，為對付海賽爾的「敕命詔書」，將自身耳膜弄破，以唇語或心眼感受空氣震動的方式來「讀」對方在說什麼。
十五集時，夜會第九十八夜與雷真進行第二次的戰鬥，雖然落敗了，這時的他已經擁有能與用上雪月花的雷真，相抗衡的實力。
十六集時，因為雷真殺了馬格努斯，所以作為夜會第三名的他遞補成為當屆夜會的魔王，外號為「蒼穹之魔王」，統稱為「雷帝」。
名字取自北歐神話中的奸詐之神。
革魯賓（Cherub）
洛基所操控的人偶，外表為無機質般的金屬組合而成，沒有像夜夜一般的語言能力，只能進行簡單的回答，但似乎擁有相當的知性。
魔術迴路為〈熱風操縱〉，可以變換型態，天使型態能夠飛行、操控飛刀攻擊敵人，也可旋轉自身獲得高熱態切開對手，劍型態則可被洛基所使用，揮舞時幾乎不會感到任何重量。
在多次的戰鬥後有些損壞，加上D-works已解散而無法進行修理，不過透過金柏莉的關係將路西法的殘骸給入手並用來修補，性能也提升不少。
名字取自聖經中上位三階中其中一階。
在後來與阿斯拉的戰鬥中完全損壞，在失去機能前一刻生成了語言紀錄外的話語向主人道別。
吉卜利勒（Jibril）
代替被破壞的革魯賓成為洛基的新自動人偶。為伊歐內菈的作品，可變形為盾、劍、砲、天使四種型態。
天使型態比起革魯賓來，反倒更像路西法那樣接近人類姿態，搭載的OS則採用了被破壞了的革魯賓的資料。即使洛基不用控制也能自主控制飛行運動。
同時搭載〈完全統制振動〉、〈風之劍舞〉、〈永劫之火〉、〈雷霆神器〉四種魔術迴路，並同樣能使用革魯賓所有的戰鬥方式，且性能更高。看起來似乎已解決「魔活性不協調原理」的問題，開發者伊歐內菈則表示是「用了點小手段」。實為必須靠使用者自行以念動切換魔術迴路，且同一時間內只能使用其中一種。
名字取自古蘭經中的天使長吉卜利勒
要想使用的話必須要有洛基、葛麗潔爾妲這樣高水準的念動技巧才行。
土門日輪
本作女主角之一。十三人中的第八位，登記代碼為「統領魔軍的黑曜姬」，伊邪那歧流的公主，雷真的未婚妻。
雖說婚約是被長輩所決定的，但本人也很喜歡雷真，並把雷真的話當成命令，其強烈的好意讓夜夜認為是最強的對手。
會進入學院是聽說天全就讀於此處，而想替雷真找出對方才來到英國。之後聽說雷真失蹤又匆匆趕回日本，然後又得知雷真已來到英國而不惜違抗當家的祖母的命令又回到學院。
個性上很容易害羞，不過在有關雷真的事上面就會變得非常大膽，受到挫折後一振作起來就會變得更堅強。
對狗不怎麼拿手。
沒有特定的自動人偶，而是以符咒招喚伊邪那歧流的「式神」來應戰，魔力相當強大，縱使被人設計而只能發揮十分之一的力量也能擋住「十三人」等級的攻擊，並可以在短時間內抵擋實力驚人的「金薔薇」的魔術攻擊而無事。
小說第十三卷時敗給了索涅奇卡而喪失了參加夜會的資格。
小說十五卷被其祖母說服，將雷真重傷，後來因夏綠蒂和雷真的出現而選擇與族人投靠雷真那邊，於最後與其祖母互相理解。
為土門家所預測的詛咒之女。

於資格。
澤卡路士兄（Elder brother of Zecalos）
夜會排名第九位，使用妖精型人偶，施展土屬性的魔法。
結社派來的人之一，在夏露與奧爾嘉初戰之後被取消了夜會資格。
塞德里克·格蘭維爾（Cedric Granville，聲：種田梨沙）
英國名門格蘭維爾家的繼承人，十三人的其中之一，夜會排名第十位，有著碧綠色頭髮的俊美少年，但真身實質上已被軟禁，並被愛麗絲介入存在，後被救出。
實際上已死亡，現在只是被人以魔術偽裝其外表參與夜會，真身是黑太子艾德蒙。在夏露與奧爾嘉初戰之後被取消了夜會資格。
澤卡路士弟（Younger brother of Zecalos）
夜會排名第十一位，與兄長使用同型的人偶，使用風屬性的魔法。
結社派來的人之一，在夏露與奧爾嘉初戰之後被取消了夜會資格。
海賽爾·海姆達爾（Hazel Heimdall）
十三人中的其中一人，夜會排名第十二。登記代碼為「斷黑絕刀」。國籍不明的一年級生。
是洛基、芙蕾的養父布朗森的親生女兒，為了得到父親的關愛而自願接受了父親的改造，因為並不住在D-works所建立的孤兒院，所以洛基、芙蕾姐弟並不知道她的存在。
是英國王妃、也是薔薇結社的「銀薔薇」葛洛麗雅的手下，替她觀察學院的動態，並以魔王之位為目標。
知道父親布朗森被協會逮捕且將在近期被處刑後就對芙蕾、洛基姐弟心懷怨念，因此趁葛洛麗亞接管學院、阿斯拉引發學生之間的對立而讓學院陷入混亂之時向兩人出手，結果被留下來阻擋她的芙蕾給打得兩敗俱傷。
之後與得到新人偶的洛基再戰，但在「敕命詔書」對洛基無法發揮作用、劍術與魔術也無法對對方造成威脅的情況下被洛基姊弟給饒過。
最後與芙蕾成為好友。
所持的黑刀藏有魔術迴路「敕命詔書」，能力為用言語操縱對方，只要聽到就一定會產生作用，但也有著聽不到就無法發揮作用的缺陷，是尚在實驗階段的新銳作品。
同時也擅長著布朗森所傳授的高階魔術技能，也就是製作出念力之刃的「魔靭」。
名字中的Hazel直譯為淡褐色，而Heimdall則為北歐神話中阿斯嘉特的守護者。
桃樂西·麥高芬（Dorothy McGuffin）
十三人中的其中一人，夜會排名第十三。登記代碼為「死者之王」。黑薔薇的孫女，雖然已十六歲，但外表像十歲左右的幼女，拿著一根帶有骷髏的手杖，穿著喪服般的禮服。
對外表似乎很在意，嘴巴很毒。
對規則上是自己贏了，實際上卻打敗了自己的芙蕾頗為在意，因此趁她和海賽爾兩敗俱傷後趁機把人救走。
使用〈死靈術〉來進行戰鬥，與日輪同樣沒有特定的自動人偶，而是以操縱內在其實是魔法生物的大量骷髏應戰。
奧古斯特·威隆（August Veyron）
十三人中的最後一位，登記代碼為「倒數第一」。頂替菲利克斯進入十三人，因為定期測驗交白卷，也不交報告，成績排名倒數第一。沒有被學校開除學籍處理是因為據說認真起來實力可以逼近元帥，但從沒認真過。
戰鬥的手法是用機巧魔法武裝和強化自身的拳頭，由於擁有高爆發力所以有出其不意壓倒上位實力者的效果，也因此被認為能和馬格努斯對抗。
白薔薇之子，和金薔薇的孫女奧爾嘉相戀。由於結社內部勢力平衡的原因被消去記憶並每隔一段時間重新做手術來保持效果，在上一次手術時被愛麗絲暗中介入所以記憶得以保持，為了自己的愛人而打算俘虜埃德加，但被雷真看穿其人偶的魔術而戰敗，之後在愛麗絲的唆使下背叛結社，現時已脫離並加入學院長勢力（或曰被庇護）。
在和雷真的戰鬥當中因為過於拼命而導致雙手被廢，現為了早日恢復戰力已換上義肢。
名字中的奧古斯特可直譯為八月。
斯雷普尼爾（Sleipnir）
威隆的甲冑型人偶。外表像中世紀騎士盔甲，全身由金屬和魔礦石構成，內部中空，能穿戴在身上讓魔力傳導距離達到最短。魔術迴路為〈距離操作〉，即只要縮短距離，就算距離該目標很遠但拳頭仍能夠擊到。相反只要延長距離，就能令攻擊無效化。在攻擊的同時也能消去反作用力。
絕招：霸者的一點。把與對手間的距離縮短到極限。距離是百分之一通過的拳速就是百倍，所以衝擊力是一萬倍。
名字取自北歐神話中奧丁的座騎。

### 手套持有者
莉瑟特·诺登（Lisette Norden，聲：能登麻美子）
以风纪委员辅助身份出现，排名为三十四位，登记代号为「白色幻舞」，戴有眼鏡的女性。
可能在故事开展前就被杀害，尸体被藏在自己的“储物柜”中，被愛麗莎所替代。怀疑其人偶也被愛麗莎取走了魔术回路。
芙蕾（Frey，聲：阿澄佳奈）
本作女主角之一。學院的「機巧戰術科」三年生，夜會排名順位為第九十九位，因為洛基自主降格而成為第九十八位。
洛基的姐姐，同樣擁有珍珠色的髮色及鮮紅的雙瞳，巨乳，因為出眾的容貌及身材而引人注目，個性過於善良、膽小，有天然呆和笨手笨腳属性，得意的料理是三明治（？）。
為人工方式製作的承蒙誓約之子，與弟弟洛基同樣是心臟被養父布朗森施行手術而機巧化，一旦魔力暴走就有血液被無節制轉換為魔力的危險性。
父母是以表演機巧人偶劇為生的劇團成員，不過布朗森看上芙蕾姐弟的資質，因而製造了事故將其父母害死，再收養了芙蕾姐弟。因為誤以為事故是自己造成而害死了父母，認為弟弟因此在恨着自己，所以在洛基面前總是顯得畏畏縮縮。
是雷真在夜會上預定要對戰的第一個對手，自知不敵又因為自己要是失敗加姆系列就會被廢棄處理的緣故而打算暗殺雷真，但都因為自己的笨拙與太過善良的緣故而失敗。
D-works事件結束後與洛基的關係大幅改善，並對在事件中出力甚大的雷真抱有好感而猛烈追求，因而引起了夜夜與夏露的不滿。
小說十一卷時，為了阻擋海賽爾而使用自己的機巧心臟全力一搏，雖然成功阻止對方，自己也因為失血過多陷入假死狀態，最後被黑薔薇的孫女桃樂西給回收，並在硝子的救治下撿回一命。
小說第十三卷時敗給了索涅奇卡而喪失了參與夜會的資格。
在十五卷中，掩護學生逃離，在托付其犬型人偶於洛基後後被艾德蒙德操控的巨人所殺。
在十六卷下中，芙蕾被發現仍然存活，但是被紫薔薇當作“鬼”的宿主，後被洛基救下。
魔術上的才能遠不及洛基，但憑著不懈的努力而大有精進，據洛基表示已有「十三人」等級的水準，初期只能操控五具加姆系列，經過努力後已能操控全部共十三具的加姆們。
登記代碼原為「寂靜的轟鳴」，在加姆們被解放了之後改為「多重的轟鳴」。
名字取自北歐神話中的豐饒之神。
加姆系列（Garm）
芙蕾所擁有的犬型人偶，總共有13具，是以狗的活體為基礎而製作出的禁忌人偶。
外型看起來像是裝上了鎧甲的狗，智能並不高。
據原型機猶宓的講法是為了「讓新手魔術師也能立即上手」為目標而開發的，因此即使是較笨拙的芙蕾也能像馬格努斯那樣使用集團戰法進行戰鬥。
魔術迴路為〈音壓操縱〉，能夠控制聲音來作出探知、隱藏、攻擊的動作。加姆們可以透過共鳴的方式強化攻擊力。
名字取自北歐神話中守護海姆冥界的地獄犬。
愛麗絲·拉賽福（Alice Rutherford，聲：種田梨沙）
本作女主角之一。排名順位為第八十七位（自行降格），真正排名不明，登記代碼為「加速妖精」。
假裝是伯恩斯坦家小姐的銀髮少女。實際上是學院長的女兒。性格惡劣，興趣糟糕，喜歡矇騙他人猶勝一日三餐，擅長變裝。
偽裝成塞德利克挾持安莉來迫使夏露暗殺學院長，最終以失敗告終。期間同時扮演著塞德利克與自己而有些樂此不疲。
頭腦很好，屬於策士型的角色，但所用的計謀往往都給人很惡劣或在惡作劇的感覺。在十字架騎士事件裡被雷真拯救過後則稍微變好了一些。
與辛格相處時雖然常用毒舌互相對話而看似感情不好，實際上彼此都很信賴對方。
和奧爾嘉是朋友的關係，在對方陷入困境時會出手救助。
因為年幼時體弱多病，為了生存而將身體有一半以上給機巧化，魔術回路是〈虛像〉，能製作幻影，可用來變裝或讓目標對象透明化。
第九卷時曾說出有點嫉妒着身體健康且受到父親寵愛的夏露姐妹。
辛（Singh，聲：櫻井孝宏）
愛麗絲的管家。
是將人類進行機巧手術改造成的禁忌人偶，近似完全自律，在沒有人偶使的情況下能與洛基打得不分上下，並壓倒性的擊退雷真、夏露兩名「十三人」等級的魔術師的聯手。
是以神性機巧為最終目的而開發的機巧士兵，魔術回路為〈完全統制振動〉是對肉體運動方向進行分子級別的干涉來強化攻擊，防禦，加速等。防禦方面甚至可以被夏露的魔劍直擊而只是造成少許傷害。
毫不留情的表示自己的主人愛麗絲是個「腐敗」、「扭曲」、「壞心眼」的人，並常用毒舌的方式加以勸諫。對自己的勤務極為忠實，並對指責愛麗絲的人毫不寬恕。
口頭禪是：「XX家的執事是非常優秀的，要是非要挑點什麼毛病的話，就是稍微OO」XX和OO因應與對方的對話或情況而改變。
賀茂昴
日輪的護衛，日本人，排名順位為第十七位。
伊邪那歧流裡的名門·賀茂家的嫡子。
暗戀著日輪，因此對日輪所喜歡着的雷真沒什麼好感，但希望日輪幸福的他還是開口鼓勵有些喪氣的日輪要勇敢追求下去。
雖不喜歡雷真，不過還是會信任着對方。
小說第十三卷時因為受傷的緣故退出了夜會。
六連
日輪的護衛，日本人，排名順位為第二十八位。
在第八卷裡因為艾德蒙的策略而被蒙蔽導致日輪陷入危險。
小說第十三卷時因為受傷的緣故退出了夜會。

#### 十字架騎士
羅森堡（Rosenberg）
十字架騎士的首領，夜會排名第七十四位，登記代碼為「永不凋零的薔薇」。
有著蜂蜜色金髮與壯實體格的美青年，身上常帶有股危險的氛圍，個性慎重。
與許奈德一同將芙蕾逼到絕境，卻被恢復了意識的洛基給打敗後逃走。
之後為了復仇而不惜將自己改造成機巧士兵，並帶來強力的傳說級自動人偶「菲尼克斯」回到學院，但仍被洛基再次打敗，魔術師的人生也被他給殺死。
索菲亞（Sophia）
羅森堡的自動人偶，拿著小型塔盾的鎧甲騎士。
機巧士兵MK5的成果之一，魔術迴路與辛格相同，是將分子運動「靜止」能力特化、屬於防禦類型的〈完全統制振動〉。
鎧甲底下是個美少女，一年多前還是人類。偶然與洛基相遇，並有所交流，最後說出自己討厭戰鬥，希望以人類身分死在洛基手下的願望。在羅森堡與洛基的對決中被洛基破壞，並帶著淚微笑死去。
（Phoenix）
與洛基再次戰鬥時，羅森堡所使用的「傳說級」人偶。
有著內附變形裝置的金屬身體，並有著巨大鉤爪的有翼人和變形後的怪鳥兩個姿態。
搭載著能操縱火與高熱的魔術迴路〈永劫之火〉，能以高熱的爪進行斬擊，或是用以噴射火焰強化機動力。並有吸收熱量轉化為自身魔力的機能。可說是性能遠在革魯賓之上、並能將其克制住的天敵。
最後在洛基使用自己的機巧心臟將血轉換為魔力，並讓革魯賓的火焰全部轉化成推進力的捨身攻擊下被破壞。
許奈德（Schneider）
十字架騎士的「V〈fünf〉」，登記代碼為「飛襲而來的苦痛」。
有著如火焰般的紅髮，個性粗暴，但也會對守護著芙蕾的加姆們抱持敬意。
自動人偶為身材高瘦、手持闊刃大劍的鎧甲騎士。機巧士兵MK5的成果之一，魔術迴路與辛格相同，是將分子運動「運動」能力特化、屬於攻擊類型的〈完全統制振動〉。
一度以突襲手段把洛基打倒，再戰時被芙蕾的加姆們使用了消去週遭聲音的手段所制，被洛基以革魯賓一擊打倒。
魏茨澤克姊妹（Weizsäcker sister）
十字架騎士的「II〈zwei〉」與「III〈drei〉」，登記代碼不明。
為雙胞胎姐妹，在二對二的野戰演習中從無敗績的三年級生。
外表看起來比雷真等人要小上五歲以上，個性有些天真無邪。
使用兩具互補運用的機巧士兵MK5自動人偶，在與夏露交戰時展現出了魔術迴路相互共振來操控自己以外的對象的分子運動方向的手段，甚至能夠彈回西格蒙特的魔劍攻擊。但敗給了硬在狹窄空間裡將西格蒙特巨大化的夏露手下，並喪失了夜會的參與資格。
是十字架騎士中少數喪失夜會資格後仍留在學院的人。
伏特（Volta）
十字架騎士的「IX（neun）」，義大利的四年級生，夜會排名第八十六位，登記代碼不明。
外表看起來只有十二、三歲，但實際年齡更大，容貌則給人中性的感覺。
使用的自動人偶為舊型的「機巧士兵MK3」，指揮著艾哈邁德〈Ahmad，來自印度的三年級生〉、羅索〈Rosso，義大利的四年級生〉與席勒〈Shiller，法國的四年級生〉一同為了打倒芙蕾而共同出戰，但被趕到的雷真與洛基給打敗，之後返回了自己的祖國。
施米特（Schmitt）
十字架騎士的「IV〈vier〉」，登記代碼為「粉碎者」。
褐色肌膚的少年。有著魔力輸出強大，但波形雜亂的缺點。
有著在處於優勢時顯得十分自信，一旦居於弱勢就會變得不堪的性格。
趁雷真等人去搶回夜夜時，帶著另外四名十字架騎士襲擊了硝子的住處，但中了雷真的計策而被剛好在場的金柏莉操控伊呂里給打倒。

### 教授
愛德華·拉賽福（Edward Rutherford，聲：斧篤）
華爾普吉斯皇家機巧學院的校長。十九世紀最強的魔術師。
外表看起來像是個有著如軍人般壯碩的身材、笑口常開的壯年男子，實際上心思縝密且善使陰謀詭計。
有著連魔王也要為之顫慄的怪物級別的魔力，持有著魔書「雷蒙蓋頓」，為應該在幾十年後才會出現、收藏著傳說級自動人偶的目錄，雖然其中被奪走、遺失了許多具，但裡面至少還有五十多具傳說級人偶存在。本人最常使用的是亞斯她錄。
將自己的心臟和愛麗絲的互相調換，被艾德蒙發現並毀掉其心臟，因硝子的人造心臟而救活。
金柏莉（Kimberly，聲：伊藤靜）
雷真的導師，機巧物理學的教授。
主要研究的領域是魔術道具和魔術迴路的基礎理論。除此之外在其他方面的魔術知識也很出色，實戰經驗豐富，本人自稱是「超一流」的魔術師。但從克魯爾的話看來，15年前的她是個對魔術感到恐懼、憎恨甚至詛咒其存在的人。
以教師來說是屬於較嚴格的類型，不過評價成績方面極為公正，加上容貌出色之故而在男學生中有不小的人氣。
真實身分是魔術師協會的戰鬥部隊〈灰十字〉的成員，代號為「黃鶯」。
暗中觀察過雷真與馬格努斯之間的幾次戰鬥。能看穿使用了隱形魔術而在知覺與視覺上都無法察覺的硝子的行動。
常常暗中幫助雷真等人，也因此讓他們欠了金柏莉很多人情。
在最後因為重傷而幾乎沒有什麼出場機會，以喊叫喚回了安莉艾特的意識。
伊歐內菈·伊利亞特（Ionela Iliad）
本作主要女配角之一。年僅17歲就因為有著出色的頭腦而成為學院的機巧工學教授，有著一頭綠色長髮和綠寶石色眼睛的少女，暱稱「伊歐」。
生活方面非常的糟糕，在洗澡時想到好點子的話，即使當時是全裸狀態也會立即跑出來進行實驗。
主要研究方向是利用少許的魔力就能行使規格巨大的魔術的魔力轉換導體。
是個出色的人偶師，對自己設計製作的人偶都抱持著愛情，目標是希望透過自己的研究，而做出令自己所設計出的人偶都不需要參予戰鬥的世界。
是花柳齋工坊的粉絲，不但買下了所有有關花柳齋的書籍與發表的研究成果論文，還知道硝子的名字，希望能得到其最高傑作〈雪月花〉的夜夜。也是對雷真有好感的人之一。
黑太子叛亂事件後被懷疑有協助對方的嫌疑，因此以交出部分研究成果來透過拉賽福校長向魔術協會交涉，並暫時離開學院。
之後似乎在協會協助分析研究，並將成果〈結合了D-works的變形技術與魔術迴路完全統制振動的兩具天使型自動人偶〉送回學院，然後被金柏莉轉交給葛麗潔爾妲。
第11卷時回到學院，並暗中藏匿了當時處於破損狀態的夜夜。
伊凡潔琳（Evangeline）
伊歐內菈所製作的自動人偶，外表與伊歐內菈一模一樣。
搭載了支配型魔術回路「絕對王權」與魔力增幅機巧「無限連鎖反應」，能透過歌聲奪走他人的對自動人偶的控制權，只有禁忌人偶可以進行一定程度的抵抗，但魔術回路的效能會跟著衰弱。
葛麗潔爾妲·威斯頓（Griselda Weston）
本作主要女配角之一。四年前夜會的勝者，被稱為〈迷宮的魔王〉，現在最最年輕、最最美麗（自稱）、同時也是最最貧窮的魔王。
容易激動，並有著虐待狂氣質的性格。而且妄想能力十足，會把雷真要求拜師的話曲解成是求婚。
家族掌握和赤羽一族的紅翼陣相似的祕術「阿里阿德涅之線」，於10年前開始遭人覬覦而引起無數爭鬥，其父為了阻止此事而讓她進入學院就讀，並制霸了當年的夜會成為魔王。
但數年後又受到軍方命令要求加入軍隊，為了阻止祕術洩露而拒絕，但被因此懷疑有叛逆的嫌疑，因而被沒收了家族所有的自動人偶與一切武裝，保護城堡的衛隊與傭人也被迫解散，之後便獨自一人守護著家族的領地。
因為「阿里阿德涅之線」的原理與紅翼陣相似，加上雷真的請求而擔任雷真的師傅，並極為嚴格的鍛鍊對方。在雷克南突然到來並強要其從軍時本打算不從，而在雷真迫退雷克南後，為了不讓領地的居民再受戰火之苦，而將祕術的資料一分為二的分別給了魔術協會與拉賽福學院長，作為交換條件來到學院擔任史學部的教授。
不過雖然是以「魔王」之身進入學院開課，但其課程卻都是肉搏戰、野戰、實戰生存技術等內容，加上因為教育方式過於嚴苛，而導致沒什麼人去上。但經過其指導的雷真與夏露的實力大幅上升卻也是事實。
其祕術「阿里阿德涅之線」是把人體視為機巧，在上面刻下「印記」後能將魔力凝聚為絲線狀送入他人體內，對其魔力循環造成干涉，可用來封鎖對方發動魔術甚至奪取對方的性命。反過來也能強化自己的魔力循環體系和提升身體能力。
不過人體內的魔力循環系統非常複雜，沒有精細的感應能力就會在操作上遇到困難，必須要精通人體構造和學會精密的控制才能正常使用。除此之外也需要有一定的資質才能使用，否則就會導致魔力暴走而死。
即使不使用自動人偶，憑藉「阿里阿德涅之線」的能力與劍術也能瞬殺一般的魔術師。
在與雲雀的交流被求婚，並在後來以一秒之差而差點遭其兩斷，並在與雲雀最後的交手中破壞其武器並將其斬首。
以完全統制振動而分離了雲雀的頭和身體，因此實際上雲雀只少去了部分的頭髮。
伊普西龍（Epsilon）
葛麗潔爾妲的自動人偶，矮個子，容貌可愛卻戴頭盔披盔甲的小女孩人形人偶。有些笨且嘴巴很毒，卻很懂得體貼人，也很可愛。
因為只是很普通的自動人偶，而無法承受葛麗潔爾妲的操縱，所以平日只是在家中看家，私下則努力鍛鍊自己的劍術想在某天幫上主人的忙。
在雷克南迫使葛麗潔爾妲從軍時，被當成可能有當成武器的用途而被其破壞。
名字來自於希臘字母的Ε、ε。
蒂甘瑪＆絲蒂瑪
伊普西龍被破壞後，葛麗潔爾妲新入手的自動人偶。
為伊歐內菈所製作的天使型自動人偶，是將D-works的機巧變形技術和德國開發的魔術迴路〈完全統制振動〉結合而成的新作品。
基礎構造與革魯賓相同，蒂甘瑪可變成劍型，絲蒂瑪則是盾型。
是魔術協會借貸給葛麗潔爾妲來使用，兩者也很希望有這麼優秀的魔術師來使用。兩者的名字的真正涵義是葛麗潔爾妲為了紀念而取了〈伊普西龍的妹妹們〉的意思。
名字分別來自於已停用的希臘字母的Ϝ、ϝ與Ϛ、ϛ。

### 學院其他相關人士
克魯爾（Cruel，聲：諏訪部順一）
學院的醫師，十年前可說是個美青年的男子，目光敏銳，醫術高超。
喜歡女性，常常對女學生出手，也曾对夏露出手但未遂并反被暴打。
與金柏莉很久以前就認識了，並從她那收取魔術協會的錢來提供給對方雷真的病歷。
很擔心和過去相比幾乎變了個人的金柏莉，並希望她有天能退出魔術協會。
過去曾參與過戰爭，還是個厲害的狙擊手，現在仍把當時使用的對機巧人偶用狙擊槍給收藏著。
艾薇兒（Avril，聲：川澄綾子）
學院長的秘書。戴著黑框眼鏡的金髮美女，腰間佩掛著軍刀。
嘴巴很毒，個性急躁。對學生一律稱為「小鬼」，學院長則是「老頭子」。
與年紀相近的葛麗潔爾妲關係很差。
安莉艾特·貝琉（Henrietta Brew，聲：西明日香）
本作主要女配角之一。夏綠蒂的妹妹，亦是她的室友。暱稱是安莉。
患有男性恐懼症。在一星期內有七次試圖自殺但未遂的記錄（包括雷真遇到的那次）。實際上是被當成人質脅迫姐姐夏露去暗殺校長，因此想用自殺的手段讓姐姐解脫。在雷真的努力下被拯救，並與姐姐重聚。
相較於姐姐夏露來看起來比較不起眼，對容貌與魔術才能皆在自己之上的姐姐抱有自卑感，有著亞麻色的頭髮，但胸部比姐姐大。
時鐘塔事件後被揭穿是用假的資料入學而被退學，在金柏莉的運作下成為其助手留在學院中。
因為過去的事件而對犬型的自動人偶會感到恐懼。
实际上拥有比姐姐更高的精灵术天赋，精靈為希兒瓦爾麗。

## 日本軍部
花柳齋硝子（聲：野上尤加奈）
當代舉世無雙的人偶名匠，同時本人也擁有令人屏息的驚人美貌，〈雪月花〉三部作品的製作人。曾為陸軍近衛師團製作朧富士因此而出名，但因為朧富士的成果不美麗而認為是一個失敗的作品。
嗜酒、好女色以及經常花天酒地。
表明自己是為了赤羽一族的〈紅翼之血〉而來，雷真也為了復仇而答應，於是將〈月〉之人偶——夜夜給予雷真，對於雷真來說是最重要的恩人，也是日本軍部的代表，會對雷真下達各種軍部的命令。
為了達成尋找某人的目的而在黑薔薇的推薦下加入結社，並在會議中成為新任的紅薔薇。
在打算要與金薔薇同歸於盡的時候被雷真給阻止，於夜夜重歸戰線後放棄紅薔薇之位，並在之後向魔術協會投案。
是前代的花柳齋「狂士郎」所製造的「人類」，在狂士郎死後決心完成其未竟的理想——「完成神性機巧」，並依此製造了〈雪月花〉三姊妹，将夜夜送给雷真来吸收他的生命力和魔力来完成夜夜的神性机巧。
雲雀
雷真的劍術老師，被硝子以要求護衛的名義而透過軍方從日本叫來。
言行舉止看起來有些輕浮，實際上很好戰，對弟子雷真的個性了解的很清楚。
雖不是魔術師，但在其多年的修練下會使用心眼、魔靭、剛體等高階魔術技能，劍術極為高強，曾以迅雷不及掩耳的一擊將雷克南砍傷，並將也是劍術高手的葛麗潔爾妲所操縱的蒂甘瑪給砍斷。
所使用的流派名稱是「山王一刀流」和「古賀無心流」。

### 雪月花
伊呂里（聲：茅野愛衣）
本作主要女配角之一。為當代名匠花柳齋的得意之作〈雪月花〉三部作品之一的〈雪〉之人偶，為三姊妹中最年長的姐姐。夜夜和小紫稱她為「伊呂里姐姐」。
有著幾乎與夜夜如出一轍的面容以及銀白色的髮絲，負責侍奉在硝子左右，並且對夜夜特別的關心。
魔術迴路為〈冰面鏡〉，有著極強大的破壞力，能夠瞬間凍結眼前所見的一切事物。單獨戰鬥時就能壓倒辛格，空間制壓能力極為優秀，是三姊妹中戰鬥能力最強的。
個性沉穩，甚至有些許固執，對誰都是彬彬有禮，對硝子與雷真的話特別遵從。但對於「家族」的態度就很容易激動，還會因此說出極危險的發言。
與感情直接表達在外的夜夜不同，情緒較為內斂。隨著故事的發展也慢慢有了奇妙的發言與舉動。
對姊妹們極為關心，並常常對不怎麼聽話的夜夜進行說教，小紫則是感覺她很可愛而少對她訓話，讓夜夜有時會因此感到嫉妒。不過有時會因為關心過頭的緣故而讓言行舉止看起來像個笨蛋姐姐一樣。有時也會支持著喪失了自信的妹妹們。
在侍奉硝子的同時也負責處理家務，尤其擅長料理。
對有關戀愛與情欲的話題很不拿手，說話會因此結巴。
因為雷真把三姊妹當成人類看待而抱有著比感激更多的感情，夜夜誘拐事件後這方面就更為明顯，然後會因此故意或無意識的加入雷真身邊的女性們的戰爭之中。
夜夜
參見夜夜。
小紫（聲：小倉唯）
本作主要女配角之一。為當代名匠花柳齋的得意之作〈雪月花〉三部作品之一的〈花〉之人偶，為三姐妹中最年幼的妹妹。有著幾乎與夜夜如出一轍的面容以及楓葉色的髮絲，個性活潑開朗並喜歡捉弄人，負責進行諜報任務，以及硝子的訊息傳遞。
與兩位姐姐伊呂里、夜夜的關係很好，對夜夜面臨的危機也很關心。
雷真剛來到硝子住處時，是三姐妹裡最早與雷真交好的，相較於愛戀著雷真的夜夜與伊呂里，與雷真的關係比較像是兄妹間的感情。對雷真不把她們當成人偶看待這件事也很感激，因此極為信賴對方。
魔術迴路為〈八重霞〉，能夠將各種感應器、生物的五感等知覺上的情報與以支配，利用此特性能進行高度的隱密行動，效果等同於高階的幻術。但在直接戰鬥上就沒有殺傷力可言，也很考驗着使用者的技術。因此對戰鬥能力高強的姐姐們抱有自卑感。
主要的戰鬥手段是將己方隱形，然後趁機進行偷襲的暗殺者型態，或是在關鍵時刻以幻術進行干擾，令戰鬥局勢變成對我方有利的情況。
為了彌補攻擊方面的缺陷，從第六卷開始接受了雷真的訓練來使用小太刀，後來則採用伊普西隆的遺物——銀製短劍戰鬥。

## 魔術結社〈薔薇師團〉
艾德蒙（Edmund）
英國第一皇子，因為有著黑髮黑眼，並穿著一身黑衣而被稱為《黑太子》。
非常高興自己生在機巧魔術發達的世界中，厭惡且忌憚著位在英國境內卻主張有自治權力不受皇室管轄的學院的院長拉賽福。
對父王不願大肆擴張軍力的主張嗤之以鼻，強調應該奪下學院並利用其中的成就強化軍力，好完成個人想讓大英帝國制霸世界的目標。為此趁機利用伊凡潔琳的「絕對王權」在利物浦發起恐怖行動，但最後被雷真給擊潰。
之後潛逃成功，並持續在暗中活躍著。
是造成貝琉伯爵家因此衰落的元兇（夏儿的机巧狗事件），並在很小的時候就已加入結社。
機巧魔術的水準雖然沒有到像「十三人」那樣的等級，雷克南也毫不留情的指稱他是二流的魔術師，但在這方面心胸意外的寬廣，並強調身為王者只要能夠善於利用週遭可以利用的一切就足夠了。
個性看似狂妄自大，其實思緒縝密。
非常地看好打敗過他的雷真，認為他可以獲得夜會最後的勝利，甚至希望能將他收為手下，還特別表示他是「我的雷真」，之後多次出現在雷真面前，有時是敵對關係，有時也為了某些理由而合作着。
「陸上戰艦」代達羅斯（Daedalus）
貝琉伯爵所設計的空中戰艦型自動人偶。艾德蒙打算鎮壓機巧都市時使用的據點。
除了戰艦本就有的砲擊武裝外，還有利用「夏娃的心臟」所擁有的知覺能力進行遠方觀測與接收無線訊號的能力。並有著「空間轉移」的魔術迴路，發動時能張開空間障壁令外部攻擊無法命中，是名符其實的不沉之艦。
雷真趁著伊凡在其中發動絕對王權的「魔活性不協調原理」的時間點進行突襲，最後代達羅斯就在革魯賓與夜夜的攻擊下被擊沉。
名字取自於希臘神話的其中一個著名的工匠。
伊卡洛斯（Ikaros）
艾德蒙的人偶，魔術迴路為〈空間轉移〉。
代達羅斯的本體，除了本就有的發動空間障壁令攻擊無法命中的效果外，還有利用空間斷層斬切目標的能力。
在艾德蒙脫逃後一直跟著他行動，從西格蒙特知道其名字的情況看來，應該是貝琉伯爵所收藏的自動人偶之一。
名字取自於希臘神話的代達羅斯的兒子。
朧富士
花柳齋工坊的少女型自動人偶，令花柳齋之名揚名天下的作品，曾把富士演習場的地形完全改變的「怪物」，硝子以成果不怎麼美麗為由認為是失敗作。
本該是隸屬於日本陸軍近衛師團，但現在是做為艾德蒙的自動人偶而登場，原來應該是沒有感情，但經過金薔薇的調整後個性與夜夜有些相似（癡女方面），但言語和行動上更為過激和變態，讓艾德蒙頗為頭痛。只接受艾德蒙的命令，並且不會顧及旁人。
【朧富士】系列的七號機（艾德蒙稱其為七號）。由硝子製作，魔術迴路為〈天手力〉，是和〈魔劍〉同樣為有關宇宙真理的祕術，能自由的控制重力。
內森．雷克南（Raikkonen）
大英帝國第三機巧師團師團長，三屆前的魔王，最令人恐懼的“焚燒”的魔王。
是有著金髮、看起來像是貴公子的三十歲左右的青年，軍階為中將，受命成立英國的對外情報部門，並擔任首任負責人。
與其魔王之名相同，對火屬性魔術的操縱已爐火純青，能輕易的將一座城鎮給燒成灰燼。
艾德蒙單方面的稱他為好友，本人對此則是有點不愉快。但是憑自己的意思決定對艾德蒙效忠，為其霸道之路開道。
於葛麗潔爾妲就讀學院時擔任過她的家庭教師，奠定了她成為魔王的基礎。
赫拉斯瓦爾格爾「萬物吞噬者」（Hraesvelgr）
雷克南的自動人偶，文藝復興後期所製作的傳說級人偶。似乎沒有固體的身軀，宛如燃燒著的「烈焰本身」。
魔術迴路名稱不詳，已知能夠操縱熱能，釋放出強力的火焰。不過，從雷克南可將自己化身火焰，進行瞬間移動這點來看，似乎還有許多用途未展現。
名字取自於北歐神話的坐落於世界極北之地的老鷹，其字面意思為「吞噬屍首者」，正正為其稱號的由來。
「金薔薇」阿斯特麗德·賽特（Astrid Seth）
奧爾嘉的祖母，也是扶養其長大的親人，艾德蒙與雷克南的義母。會使用腐蝕之毒的賽特家家傳魔術。
為了獲取神性機巧而不惜引發戰爭，並有趁機站上巔峰的打算。
個性極度的好戰與殘酷，能毫不顧忌的以人為祭品來治療著自己。同時實力非常的恐怖，雷真感覺她有著不下於拉賽福的氣勢，洛基、夏露、日輪三人聯手才能將其逼退。
小說第十二集時，與雷真一戰落敗，利用轉移魔術逃於水晶宮，身受重傷的她在治療的過程中遭艾德蒙殺死。
小說第十六集時，透過銀薔薇與紫薔薇的瘴氣成功復活，強制操縱朧富士企圖對艾德蒙復仇，卻被後來趕到的埃德加、雷克南以及亞斯她錄擊退，最後被亞斯她錄吸收。
完美之獸 巴哈姆特（Bahamut）
獅子型自動人偶。搭載的魔術回路為〈萬物流轉〉，能令使用者的時間加速。
小說第十二卷時遭到克魯爾的狙擊而被破壞。
名字取自於阿拉伯神話的支撐著地球的大魚
羅蕾萊（Loreley）
在腹部位置有著女性上半身的老鷹型自動人偶，搭載的魔術回路是與伊凡同樣的〈絕對王權〉。
女性的真實身分是奧爾嘉的母親、阿斯特麗德的女兒。
在芙蕾與加姆們將〈絕對王權〉無效化的同時，由洛基將其破壞。
「黑薔薇」賽菲菈·巴爾澤·阿卜拉克薩斯（Zefra Barzel Abraxas）
推薦硝子為新任紅薔薇的結社幹部，在結社內有著不下於金薔薇的發言權。
桃樂西的祖母（但要求對方只能喊她姐姐大人〉），也同樣會使用死靈術。
抱著不明的目的於暗地裡對瀕危的夜夜和芙蕾伸出援手。
「銀薔薇」葛洛麗雅（Gloria）
英國王妃。大英帝國精銳部隊第一機巧師團團長。軍中的級別“General of the Machine Force”──通稱“葛洛麗雅將軍”。
實為結社的魔女之一的「銀薔薇」，利用金薔薇大鬧學院後的空檔接管了學院，並趁機打擊艾德蒙，揭露了他暗殺英國國王的事，再將因雲雀的襲擊而負傷的雷克南給暗中拘束起來，意圖達成讓自己成為英國女王並得到學院私下研究的神性機巧的目的。
為了一雪前恥，以安里的人身暗中搧動夏露成為魔王卻遭其拒絕，一時羞憤的她，讓安里啟動了神話級自動人偶「利維坦」，對機巧都市造成了災難性的破壞。這項計畫後來被夏露等人阻止，葛洛麗雅也被埃德加打敗，並服毒自殺。
利維坦
「紅薔薇」
參照花柳齋硝子。
「灰薔薇」西絲瑪
曾企圖得到神性機巧的線索，利用索涅奇卡並與其融合，後來中了雷真的詭計，被逼出了索涅奇卡的身體，落敗後逃於街上被黑薔薇遇上，對黑薔薇提出了合作的請求，卻被黑薔薇的骸骨之手一掌碾成肉片。
「紫薔薇」土門綺羅
小說第13集曾透露紫薔薇為日本人，並於14集中解答是土門綺羅。

## D-works
布朗森（Bronson，聲：成田劍）
Divine Works的社長，洛基和芙蕾的義父，海賽爾的父親，承蒙誓約之子計畫的策劃人，最終因計劃暴露而被收監。
看起來像是個紳士，其實個性極為冷酷，為達目的不擇手段，即使為此犧牲他人也無所謂。
無視協會的規定不斷的觸犯著禁忌，並說出「要令技術進步就不能有任何顧忌」的話。
在很多年前曾是最有力問鼎魔王寶座之人，登記代號為〈統御萬劍的天使〉。
以壓倒性的戰力重創了雷真與洛基的聯手，但敗在了雷真的計策下而失去了人偶。
路西法（Lucifer）
與革魯賓同一類型的人偶，但其精度相比更高。
魔術迴路與革魯賓同為〈熱風操縱〉，也可以變換型態，天使型態能夠飛行、操控浮游翼攻擊敵人，也可旋轉自身獲得高熱能切開對手，劍型態則可被布朗森所使用，也幾乎沒有任何重量。
名字取自聖經中的一位墮天使。
猶宓（黄泉）（聲：一城美由希）
D-works的「加姆」系列原型機，拉比的母親。魔術回路為〈音壓操縱〉。
與拉比和其他加姆系列不同，有著很高的智能，並能與人對話。
是剛開始時芙蕾之所以努力戰鬥的最大主因。帶領著闖入孤兒院的雷真讓他明白D-works的「真相」，並在最後為了掩護他逃走而死。
名字取自日本神話的人們死後到的世界的和語。

## 其他
赤羽撫子（聲：花澤香菜）
雷真已死去的妹妹。
只登場在雷真的回憶中，但對雷真來說都不是什麼很好的場景。
與雷真是在吵架後互相離別的情況下見過最後一面，也成了雷真最後悔的一件事。
馬格努斯的自動人偶火垂與她有著相同的容貌，推測為使用了撫子的遺體來製作的禁忌人偶。
於最後成功復活並繼承了火垂的記憶

埃德加·貝琉（Edgar Brew）
夏綠蒂與安莉艾特的父親。
是個成熟穩重的男性，魔術實力堅強，有著「活殺結界」的別名。
因為妻子被當成人質而不得不加入結社聽從其指揮。
在艾德蒙的計策下「逃亡」至學院，並受到雷真等人的保護，實際上是引發流星雨令其墜落在機巧都市。在被雷真斥責後改變心意向魔術協會投降。
小說14集中，透露與葛洛麗雅有過一段不淺的因緣，欣賞其努力的樣子，並認真地希望她能回頭重新來過卻遭拒絕。
最後歸順於艾德蒙並希望與他一同改變。